# Diggin' in the Crates Crew
Diggin' in the Crates Crew, también conocido como D.I.T.C., es un colectivo de hip hop basado en New York. Su nombre deriva de una popular práctica de sampleado de los DJ. Sus miembros han conseguido un considerable y consistente reconocimiento tanto en la escena underground como mainstream del hip hop, a menudo que colaboran con el talento no descubierto y artistas underground (Madlib produce el primer tema del nuevo álbum de A.G.) junto con los raperos más comerciales (Puff Daddy y Nelly han aparecido en álbumes de Fat Joe). Dos de sus miembros son extremadamente talentosos, pero tristemente fallecieron, como son Big L y el afiliado Big Pun.
Los miembros del grupo son:
- Showbiz & A.G.
- Big L (fallecido)
- Buckwild
- Diamond D
- Fat Joe
- Lord Finesse
- O.C.
- Big Pun (fallecido)

A finales de los 80, un joven llamado Robert Hall, más conocido como Lord Finesse conoció a Joe "Diamond D" Kirkland en su camino a la escuela. A medida que crecían, fueron intimando cada vez más y decidieron crear un grupo de rap. Por entonces, el grupo no tenía nombre aún, pero más tarde sería conocido como D.I.T.C., acortado de Diggin’ In The Crates, refiriéndose al arte de samplear grabaciones. Especialmente Lord Finesse se preocupó por lograr una reputación antes que el dinero. Se recorrió todo el Bronx batallando con todo MC que podía. La mayor parte de esos MC's demostraron ser víctimas fáciles para las desarrolladas habilidades de Finesse, excepto un MC. Andre Barnes, más conocido como Andre The Giant, o A.G., quién se hacía llamar por entonces Infinite, demostró estar completamente como mínimo al nivel de Lord Finesse. Este quedó impresionado y le presentó a Diamond D. Showbiz era un respetado DJ, que fue incluido en la familia por Diamond D, y más tarde por Finesse. Showbiz se reunió con A.G. y grabaron varios álbumes en solitario, el primero en 1991. Otro habitante del Bronx, Fat Joe, fue un conocido y notorio vendedor de droga, pero se reunió con Diamond D tras estar cansado del tráfico de droga. Al principio, Diamond D no quedó impresionado en absoluto. Quiso que participara en una competición de rap para más tarde probarlo. Posteriormente, Diamond D quedó totalmente convencido y le ayudó para firmar un contrato discográfico. Lanzó su primer álbum en 1993. Buckwild se unió al grupo cuando fue DJ de Finesse durante una gira en 1993. Buckwild presentó a Omar "O.C." Credle a los demás, ya que ambos ya se conocían debido a que Buckwild produjo el álbum en solitario de O.C. Word...Life. Big L fue el último miembro en incorporarse a la crew. Finesse le conoció detrás de una tienda llamada "Rock N Wills", y fue inmediatamente convencido de que Big L era algo más que un rapero. Apareciendo en la Cara-B del "Yes You May (Remix)" de Lord Finesse, el nombre de Big L comenzó a crecer.

## Discografía
- Live In Tramps (Vol.1) (ZYX music, 1999)
- Live In Tramps (Vol.2) (ZYX music, 1999)
- All Love (Next Level Recordings / File Rec Inc., 2000)
- D.I.T.C. (Tommy Boy, 2000)
- Certified 2000 (Tommy Boy, 2000)
- The Official Version (DITC Records, 2000)
- DITC Presents Wild Life (DITC/Fat Beats Records, 2001)